# 别克托夫斯卡亚农村居民点
别克托夫斯卡亚农村居民点（俄语：Сельское поселение Бекетовское）是俄罗斯联邦沃洛格达州沃热加区所属的一个农村居民点。其下辖有65个居民点，行政中心为别克托夫斯卡亚。据2015年统计，该农村居民点的人口为939人。